# دوداندووا
دوداندووا (به لاتین: Dodanduwa) یک منطقهٔ مسکونی در سری‌لانکا است که در استان جنوبی (سری‌لانکا) واقع شده‌است. دوداندووا ۶٬۲۰۰ نفر جمعیت دارد.